# 回扫变压器
回扫变压器（英語：FBT, flyback transformer），又名高压包或返馳變壓器，是一种工作于高电压状态的多频脉冲功率变压器。它是彩显电路中唯一的高压输出部件，其输出电压在20～35kV。在特定时间回扫变压器会发出一个低能量信号给偏转磁线圈，并生成磁场。当低能量源关闭后，磁线圈的能量转移到高能量输出中，最后传到电子枪发出电子束。当电子枪完成一条线的扫描后，回转变压器会放出能量，关闭电子枪并消去磁场，强制光束發到屏幕的其它位置，就能画出下一条线。

## 參閱
- 馮冠文, 郭宗枋, 平面顯示器專題報告--- CRT之介紹, 成功大學光電所, 2004[永久]